# Cernești, Maramureș
Cernești este satul de reședință al comunei cu același nume din județul Maramureș, Transilvania, România.

## Istoric
Prima atestare documentară: 1424 (Charnakapolnok). 
- În anul 1566 în localitatea Cernești erau deja înscriși 25 capi de familie:

```
   1. Theodor Bota care era și voievodul
   2. Fesethe Pasca
   3. Michael Fesetho
   4. Michael Chicio
   5. Blasiu Duma
   6. Relieta Petri Kiss-vaduva
   7. Christoporus Kiss
   8. Lucas Nyresi
   9. Cosma Balas
  10. Relieta Georgii
  11. demetrius Kiss
  12. Lucas Pop
  13. Lucas Pop Alter
  14. Petres Toma
  15. Gregorius Chichio
  16. Urbanus Chichio
  17. Ladislau Temedus
  18. Nicolaus Fesetko
  19. Petrus Zoozok
  20. Lucas Fesetko
  21. Zahol Pop
  22. Lucas Chichio
  23. Tomae Nyresi
  24. Blass Theodor
  25. Petri Nyresi*
```

- În anul 1566 Cerneștiul sau cu numele sau din aceea perioada Chana Kapolnok a fost mentionata ca o localitate aparținătoare a Cetății Chioarului.

## Personalitate
Theodor Bota- voievodul Cernestiului în anul 1566

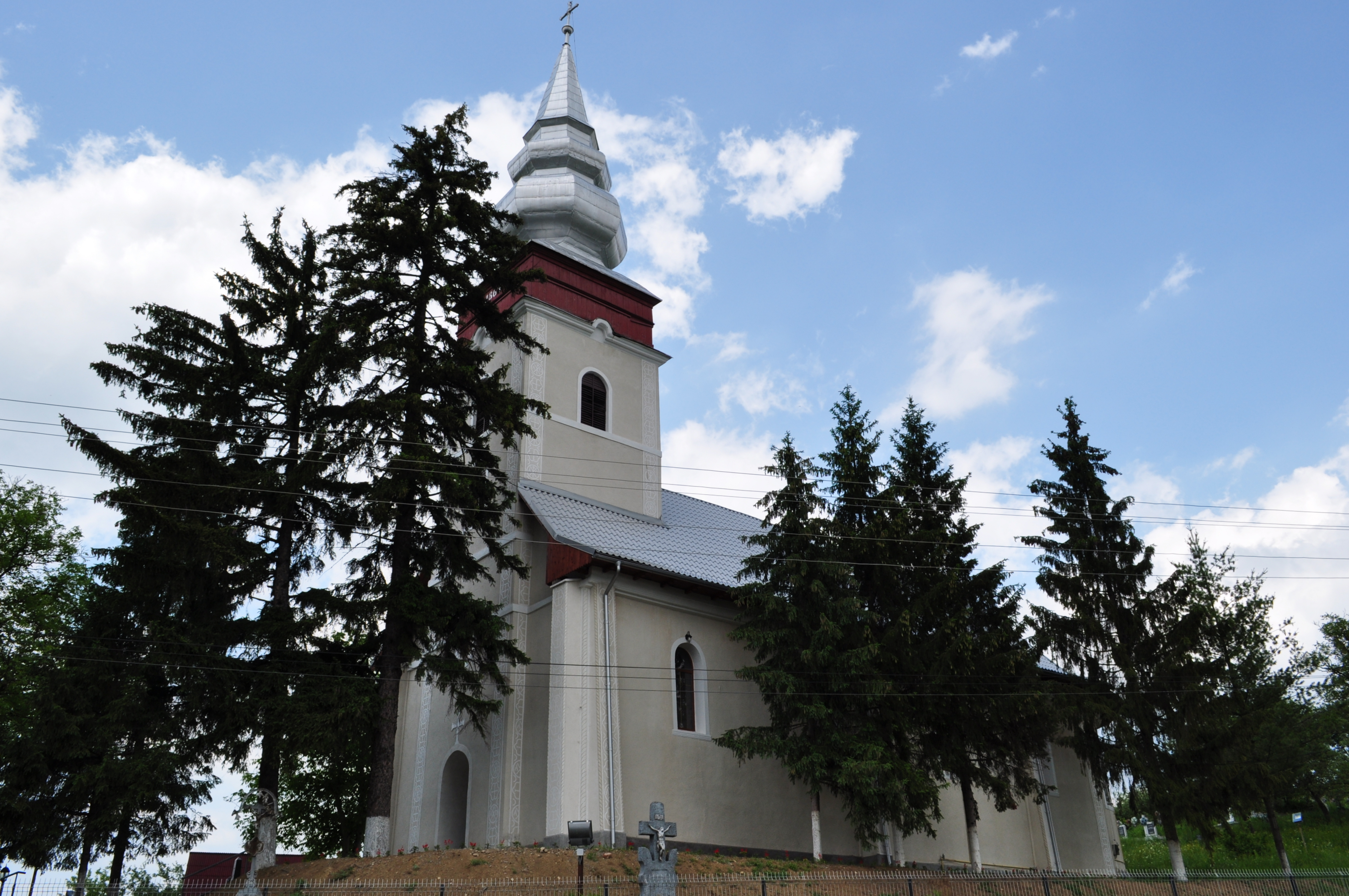

## Etimologie
Etimologia numelui localității: din adj. cerna „negru” (< sl. črŭnŭ „negru"), din vechea denumire Capela Neagră (Cherna Kapalnak) > Satul Cerna (Charnafalva) > Cernești (< pseudo n.fam. Cerna + suf. -ești). 

## Prezentare generală
Localitatea Cernești este situată în sudul județului Maramureș, în depresiunea Copalnicului, la 32 km de municipiul Baia Mare, reședința județului, poartă de intrare în Țara Lăpușului. 
Este atestată documentar din anul 1424. Zona este deluroasă și clima este blândă.

## Economia
În Cernești, există firme prospere în domenii ca: 
- Prelucrarea primară a lemnului
- Prelucrarea laptelui
- Terasit
- Andezit
- Textile
- Confecții
- Cofetărie
- Cultivarea roșilor

Obiective turistice, resurse și muzee: 
- La Valea Babei - băi având ape cu proprietăți curative;
- Zona râului Bloaja, de un farmec deosebit, având un mare potențial pentru dezvoltarea agroturismului,
- Fondul de vânătoare pe Bloaja: mistreț, urs;
- Muzeul de artiști contemporani FLOREAN.

Cernești a beneficiat de un program SAPARD pentru infrastructură. Astfel, un drum asfaltat, având o lungime de 19 km, va face legătura între Cernești, Ciocotiș și schitul Satra. Ocupația de bază a locuitorilor este creșterea animalelor, pomicultura, agricultura și apicultura. Există la Cernești și un prestigios festival anual al apicultorilor. Acest festival se organizează în fiecare an, în ultima duminică din august, pe dealul Pietriș, unde se reunesc apicultori din toată țara. La serbarea câmpenească se organizează standuri cu produse apicole, diferite întreceri între tineri și se alege Miss Regina Mierii. 
Datorită întinselor pășuni din zonă, predomină creșterea ovinelor, bovinelor și cabalinelor, dar și a porcinelor. 
Zona dispune de numeroase păduri de stejar și fag, având peisaje de o rară frumusețe. 
În această zonă deluroasă cu climă blândă, pomicultura a cunoscut o mare înflorire încă din feudalism. 
Pomii fructiferi cultivați în zonă sunt: prunul, mărul, părul, cireșul. Pe suprafețe mai mici se cultivă: vișini, gutui, piersici, caiși, nuci. În ultimii ani au apărut mici pensiuni turistice, foarte cochete, oferind turiștilor tot confortul.

## Manifestări tradiționale locale
Festivalul stuparilor (luna august).  

## Personalități locale
- Augustin Cozmuța (1944-2015), jurnalist (redactor-șef la Graiul Maramureșului), critic literar. Vol. Punct de trecere (1995), Coasta pacifică. Jurnal californian (2002). Membru USR.